# Ada María Elflein
Ada María Elflein (Buenos Aires, 22 de febrer de 1880- ibidem, 24 de juliol de 1919) poeta, articulista, traductora, feminista i professora argentina.
Va Començar escrivint literatura infantil i pel seu treball com periodista va ser nomenada membre de l'Academia Nacional de Periodismo. Algunes escoles, biblioteques i carrers tenen el seu nom.

## Obres
- Leyendas argentinas, 1906.
- Del Pasado, 1910.
- Cuentos de la Argentina, 1911. Geshichten aus Argentinien, publicat en alemany, la seva llengua materna
- Tierra Santa, 1912.
- Paisajes cordilleranos, 1917.
- La Partida, 1918.
- Por Campos históricos, 1926. Pòstum.
- De Tierra adentro, 1961. Pòstum.